# عبد اللطيف سلطاني

## مولده ونشأته
ولد الشيخ يوم الأحد فاتح ربيع الأول سنة 1320 هـ الموافق لـ 8 جوان 1902 م، قتل والده وعمره سنتان وثمانية شهور فواصلت مسؤولية تربيته وإخوته أمه السيدة عيشوش بنت أحمد ابن الصغير وكانت محفزة له على التعلم وطلب العلم.

## دراسته
انتقل سنة 1916 م إلى بلدة سيدي عقبة فحفظ شيئا من القرأن الكريم ثم انتقل إلى بلدة طولقة إلى زاوية الشيخ علي بن عمر، وشيخ الزاوية إذ ذاك هو الشيخ عمر ابن الشيخ علي بن عثمان رحمهم الله جميعا، وفي نفس هذه الزاوية قرأ والده وإخوته، فأتم حفظ القرآن بها. بعد ذلك التحق بجامع الزيتونة سنة 1922 م فتتلمذ على أيدي الشيوخ الكبار في الزيتونة أمثال: أحمد بيرم، محمد الطاهر بن عاشور، محمد رضوان وصالح المالقي حتى تحصل على شهادة التطويع سنة 1929 م.

## مع جمعية العلماء المسلمين الجزائريين

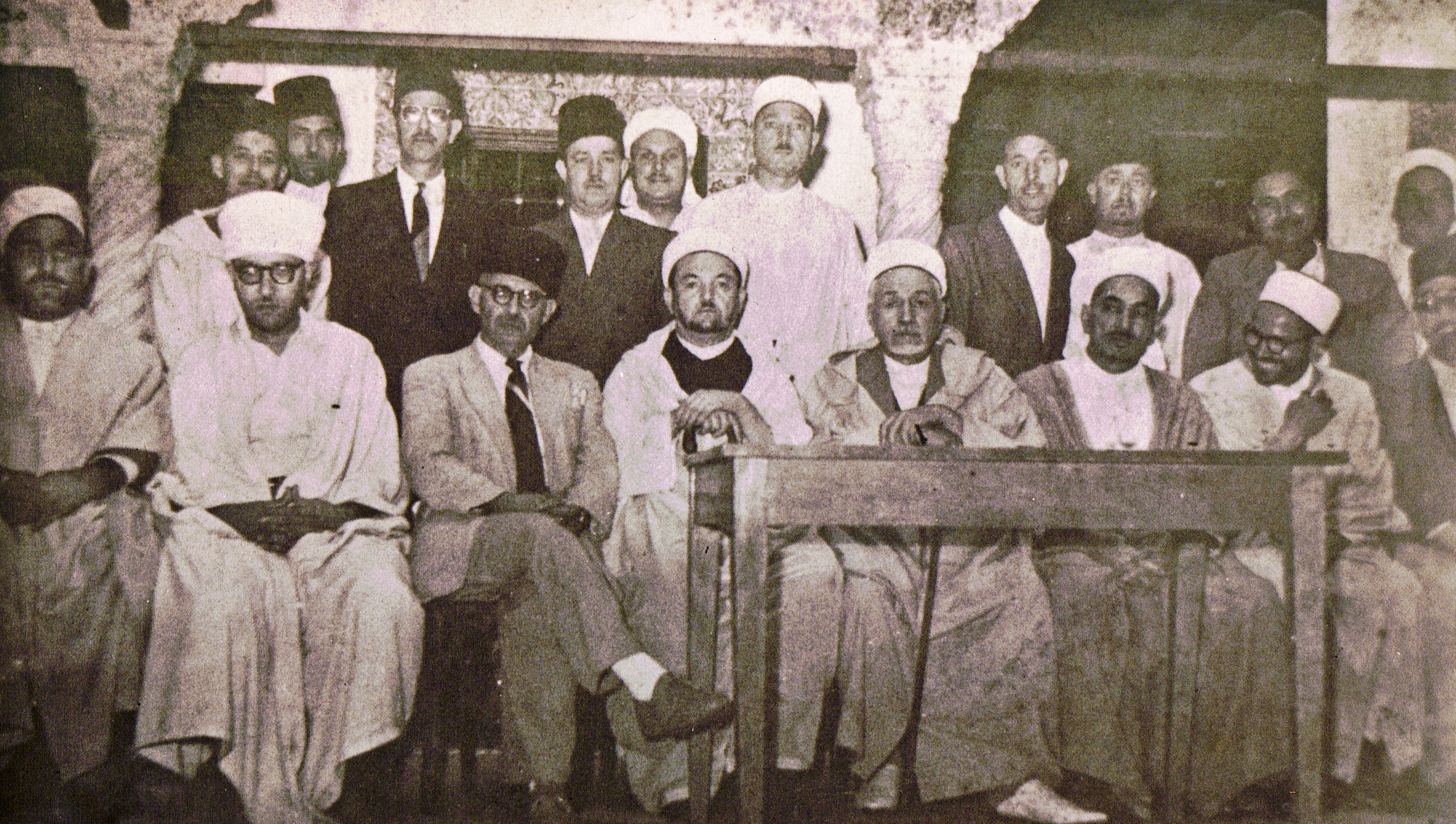
المجلس الإداري لجمعية العلماء - 1949. (الجلوس، من اليمن إلى الشمال) أحمد بوشمال، عبد اللطيف سلطاني، محمد خير الدين البسكري، محمد البشير الإبراهيمي (نائب الرئيس)، العربي التبسي، أحمد توفيق المدني، عباس بن الشيخ الحسين، نعيم النعيمي، (الوقوف من خلف) مجهول، حمزة بوكوشة، أحمد سحنون، عبد القادر المغربي، الجيلالي الفارسي، أبو بكر الأغواطي، أحمد حماني، باعزيز بن عمر، مجهول، مجهول.

كان الشيخ عضوا عاملا بالجمعية منذ تأسيسها ثم انتخب سنة 1936م عضوا إداريا في المجلس الإداري، وبعد تأسيس معهد الشيخ عبد الحميد بن باديس في قسنطينة سنة (1327هـ 1947م) عين مدرسا به ثم ناظرا لمساعدة مديره الشيخ العربي التبسي. وفي سبتمبر 1956م عين أمينا للمال في غدارة الجمعية ومديرا لمركزها في الجزائر.

قال الإمام البشير الإبراهيمي: رأى محمد البشير الإبراهيمي رئيس لجنة الإفتاء الشرعي توسيع دائرة تلك اللجنة بزيادة أعضائها، فزاد خمسة من العلماء المشهود لهم بسعة الإطلاع وحسن الإدراك لحوادث هذا العصر وهم المشايخ:
- أحمد سحنون خطيب الجامع الكبير بالعاصمة؛
- عبد اللطيف القنطري خطيب جامع كيتشاوة بالعاصمة؛
- نعيم النعيمي مفتش الأوقاف بمدينة قسنطينة وأحوازها؛
- مصطفى الفخار مفتي المدية في العهد الحاضر؛
- الفضيل اسكندر الإمام والمدرس بمدينة المدية.

وكل منهم مشهور بالذكاء واستحضارالنوازل وبالبراعة في تنزيل الأحكام الشرعية على النوازل الفقهية".

## إبان ثورة التحرير
تولى إمامة مسجد العناصر – الرويسو - بعد تمام بنائه منذ 10 أوت 1954م إلى 22 جويلية 1960م، ثم انتقل إلى جامع صلامبي (حي المدنية الآن) وذلك في الفترة ما بين (1960 – 1962).

بعد اندلاع الثورة طلبت منه «لجنة التنسيق والتنفيذ» المسيرة لها في العاصمة، أن يتولى جمع المال لها من أبناء الوطن المخلصين لها، فقام بذلك، مع الدعوة لها في المسجد «الرويسو» الذي كان يأم فيه. وفي شهر جوان 1956م، طلبت منه اللجنة أن يسمح لها بعقد اجتماعاتها في منزله فلبى ذلك على خطورته الشديدة لكونه يسكن في أكثر سكانه أوربيون، فكانت تلك اللجنة تعقد اجتماعاتها – ومنها الحربية – في منزله، بإشراف البطل الشهيد عبان رمضان، مع الإخوة: بن يوسف بن خدة، وتمام عبد المالك، وإبراهيم شرقي وغيرهم، وقد حرر مقرر مؤتمر الصومام المشهور بمنزله. وله مسار طويل عريض في ميدان الكفاح الثوري ساقه في مذكراته.

## بعد الاستقلال
بعد تحرير البلاد، عرض عليه وزير الأوقاف الأول، الشيخ أحمد توفيق المدني، أن يتولى الإمامة الأولى والخطابة في جامع كتشاوة بالعاصمة، بعد تحريره من قبضة المستعمر الذي كان حوله إلى كنيسة (كتدرائية) بعد احتلاله للوطن، فلبى العرض، وبدأ الصلاة والخطابة فيه مع الدروس الوعظية وصلاة الجمعة، وأول صلاة صلاها فيه كانت صلاة عيد الفطر فاتح شوال 1382هـ 24 فبراير 1963م. ويتحدث عن هذه الفترة فيقول: «فسلكت فيه ذلك المسلك المعروف مني، في الأمر بالمعروف والنهي عن المنكر بصراحتي المعروفة عني، من غير مجاملة ولا تملق على حساب الدين والأخلاق، فلم يعجب هذا السلوك مني رئيس الدولة الأول، السيد أحمد بن بلة، حيث عارضته في قضية خروج المرأة المسلمة الجزائرية إلى الشارع، مع خروجها عن الآداب الإسلامية التي كانت تتحلى بها المرأة الجزائرية المثالية عندنا في الجزائر، فقد دعاها إلى ذلك ورغبها فيه، وحثها عليه في خطاب ألقاه من شرفة نادي» الترقي" في العاصمة يوم 23 مارس 1965، فأحدث بهذا ثلمة كبيرة في بناء الأسرة، فتصدع الحصن الحصين، وانتشرت الرذيلة، وماتت الفضيلة، وكثر فراق الزوجات لبيوت الزوجية، وهروب الأزواج عن زوجاتهم وأولادهم، وخربت البيوت العامرة، فهل يليق السكوت في مثل هذه الحالة!؟ فعارضته أنا بخطبة يوم الجمعة 24 ذي القعدة 1384 – 26 مارس 1965 وكان موضوعها (المرأة ومكانتها في الإسلام) وكانت مذاعة بواسطة الإذاعة الجزائرية، فغضب، “أو أغضب”، واستدعاني إلى قصر الحكومة يوم الخميس فاتح أفريل 1965، فقابلني وزيره لدى الرئاسة، السيد عبد الرحمان الشريف، وأبلغني غضب الرئيس من خطبتي يوم الجمعة، وقال لي: يقول لك الرئيس: إن كان ما صدر منك عن هفوة أو سبق لسان فإني أرجو أن لا يتكرر، فقلت له: أبلغه عني أني تعمدت ما قلته عن قصد، وأتحمل مسؤوليته، ولا أسكت عن كل أحد أراد فساد أخلاقنا، أو محاربة ديننا كائنا من كان، ولازلت أزيد. ولما أبلغه عني هذا أبعدني ـ بواسطة وزير الأوقاف في ذلك الوقت السيد التجاني الهدام ـ عن الخطبة والصلاة فيه، ابتداء من يوم الجمعة 8 ذي الحجة 1384 هـ - 6 أفريل 1965م، بواسطة رسالة من وزارة الأوقاف بتاريخ 6 ذي الحجة و7 أفريل، وبإمضاء كاتبها العام، السيد الطاهر التجيني ـ ـ ولم تمض عليه في الرئاسة بعد أن تعرض للدين إلا مدة يسيرة، وأطيح به عن منصبه بواسطة هواري بومدين ومن معه، وهذا جزاء من تعرض للدين بسوء، وبعد الإطاحة به في 19 جوان 1965م، طلب مني نفس الوزير الذي كان بواسطته إبعادي عن الجامع المذكور العودة إلى الجامع، فعدت إليه في 4 ربيع الأول 5831هـ - 2 جويلية 5691م، وكنت متطوعا بالصلاة فيه من يوم التحاقي بالتعليم في شهر سبتمبر4691م".

وبعد التحاقه بسلك التعليم في شهر سبتمبر 1964، علم سنتين في ثانوية «حسيبة ابن بوعلي» للإناث في القبة، ثم انتقل ـ بطلب منه ـ إلى ثانوية الإدريسي للذكور خاصة، وهي في ساحة أول ماي بالجزائر، وبقي يعلّم فيها إلى أن بلغ سن التقاعد والإحالة على المعاش، فناله بداية من 4 ذي القعدة 1390هـ أول جانفي 1971م. 

وتولى إمامة صلاة الجمعة في جامع ابن فارس بحي القصبة بعد ترميمه وإصلاحه والتزم ـ متطوعا ـ بذلك من وقت افتتاحه في المحرم سنة 1386هـ – 1966م حتى جمعة 2 جمادى الأولى 1391 هـ - 1971م.

أدى فريضة الحج سنة 1387هـ - 1968م.

حضر المؤتمر العالمي لتوجيه الدعوة وإعداد الدعاة بدعوة من رئيس الجامعة الإسلامية بالمدينة المنورة المنعقد بين 24 صفر إلى 29 عام 1397 هـ الموافق لـ 12 فبراير إلى 17 سنة 1977م.

التقى الشيخ سنة 1397هـ -1977م بالشيخ الألباني، فعلق على ذلك: «كنت في ربيع 1397 التقيت بأحد العلماء الأفذاذ الذين خدموا الدين الإسلامي وخلصوا السنة من التزييف وأزالوا الغطاء عنها بتبيين أحاديثها الصحيحة من الضعيفة والباطلة، وسألته يا فضيلة الشيخ هل لكم دروس تؤدونها للمسلمين فيها التوجيه والنصح والإرشاد؟؟ فأجابني بأن وزارة الدين في بلدهم منعته من التدريس في بيوت الله إلا أن يستظهر برخصة من وزارة الشؤون الدينية تسمح له بما يرغب فيه، ولما قدمت الطلب للتحصيل على تلك الرخصة جاء الرد من الوزارة بالرفض والمنع منها، قلت له هذا ما هو معمول به في عامة بلدان الدول العربية، أما غير العربية فلا علملي بها، فقلت له وبعد هذا فما هو العمل؟ قال تراني عدت إلى التأليف ونشر وطبع الكتب، وفي هذا خدمة للدين الحنيف نرجو من الله التوفيق والقبول. ذلكم هو الشيخ محمد ناصر الدين الألباني حفظه الله». 
.
ومناقبه ومواقفه ومآثره جمة عظيمة جليلة لو تتبعناها فلن يسعها هذا المقام، ولكنها بالجملة تشير إلى شخصية إسلامية فريدة توحي إلى عظم شخصيات جمعية العلماء المسلمين الجزائريين وجليل أثرهم وتواصل رسالتهم بين أفرادها. ولعل من أشهر تلاميذه في الساحة الدينية الجزائرية هو الشيخ علي بن حاج، وقد اعتبر البعض الشيخ عبد اللطيف الأب الروحي للجبهة الإسلامية للإنقاذ.

## آثاره
له عدة كتب منها:
- سهام الإسلام؛
- المزدكية هي اصل الاشتراكية؛
- في سبيل العقيدة الإسلامية؛
- مذكراته التي انتهى من تحريرها في 4 مارس 1983م والتي نشرت سنة 2011م في أعداد يومية الشروق الجزائرية.

## وفاته
توفي في أبريل عام 1984م وهو تحت الإقامة الجبرية مع الأسف الشديد ودفن بالعاصمة في جنازة كبيرة مهولة.

## مواضيع ذات صلة
- قائمة أعلام الجزائريين
- المرجعية الدينية الجزائرية